# زیورت
یولیا زیورت (به روسی: Ю́лия Зи́верт، آوانگاری: متولد ۲۸ نوابر ۱۹۹۰)، که بیشتر با نام هنری زیورت شناخته می‌شود یک مدل و خواننده روسی است. او حرفه خود را در سال ۲۰۱۷ با انتشار دو تک‌آهنگ «Чак» و «Анестезия» آغاز کرد. زیورت در سال ۲۰۱۸ با انتشار تک‌آهنگ «زندگی» به شهرت بین‌المللی رسید.

## آلبوم‌ها
- درخشش (۲۰۱۸)
- وینیل ۱# (۲۰۱۹)